# Chapelle du Rosaire (La Réunion)
Pour les articles homonymes, voir Chapelle du Rosaire.
La chapelle du Rosaire est une chapelle catholique de l'île de La Réunion, département d'outre-mer français dans le sud-ouest de l'océan Indien. Située chemin de la Chapelle à Saint-Louis, elle fait l'objet d'une inscription au titre des Monuments historiques depuis le 15 décembre 1988,.

## Historique
Barbe PAYET, créole mulâtresse, fille d’Antoine PAYET et Louise SIARAM (malgache), baptisée le 4 janvier 1694. 
Le 20 novembre 1730, madame Barbe Payet, donne aux autorités de la colonie une portion de son terrain d'habitation situé non loin de la Rivière Saint-Étienne pour y ériger une chapelle à ses frais.
La petite chapelle est terminée au mois juin 1734, elle est placée sous la protection de Notre Dame du Rosaire. Notre Dame du Rosaire est dans le christianisme une des nombreuses dénominations de la Vierge Marie, donnée depuis qu’elle s’est présentée sous ce vocable à saint Dominique, au XIIIe siècle à Prouille.